# Nävelsjösten

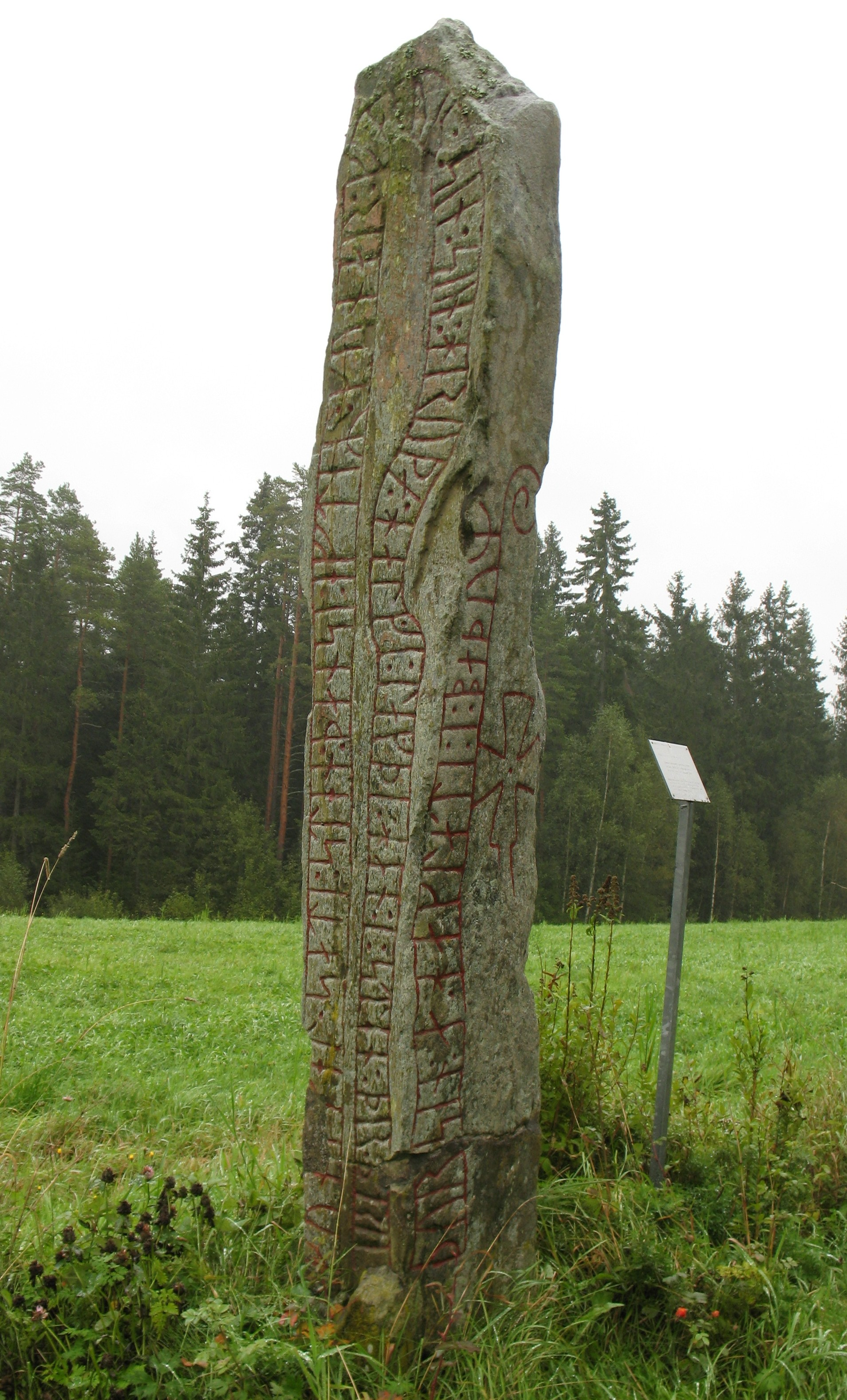
Front- und Seitenansicht des Nävelsjösten

Der Nävelsjösten (Samnordisk runtextdatabas Sm 101) ist einer der 30 England-Runensteine, von denen sechs in Småland stehen. Er steht an der Dorfstraße in Nöbbeleholm bei Nävelsjö in der Gemeinde Vetlanda in Småland in Schweden.
Der Runenstein ist eine 2,5 m hohe, 0,4 m breite und 0,3 m dicke Säule aus Granit. Er wurde zur Erinnerung an einen in England verstorbenen Vater errichtet, der von seinem Bruder in Bath, in Somerset in England, begraben wurde. Helge beerdigte Gunnar in einer Steinkiste und ließ Gunnars Sohn Gunnkel in Nävelsjö ein Denkmal errichten. Die Inschrift steht auf zwei Seiten. Eine Schmalseite des Steins ist zusammen mit dem Schlangenband mit einem christlichen Kreuz versehen.
Die Übersetzung des Texts lautet:
„Gunnkel legte diesen Stein nach Gunnar, seinem Vater, Rodes Sohn. Helge legte ihn, seinen Bruder, in Bath in einen Steinsarg in England.“

Nävelsjösten
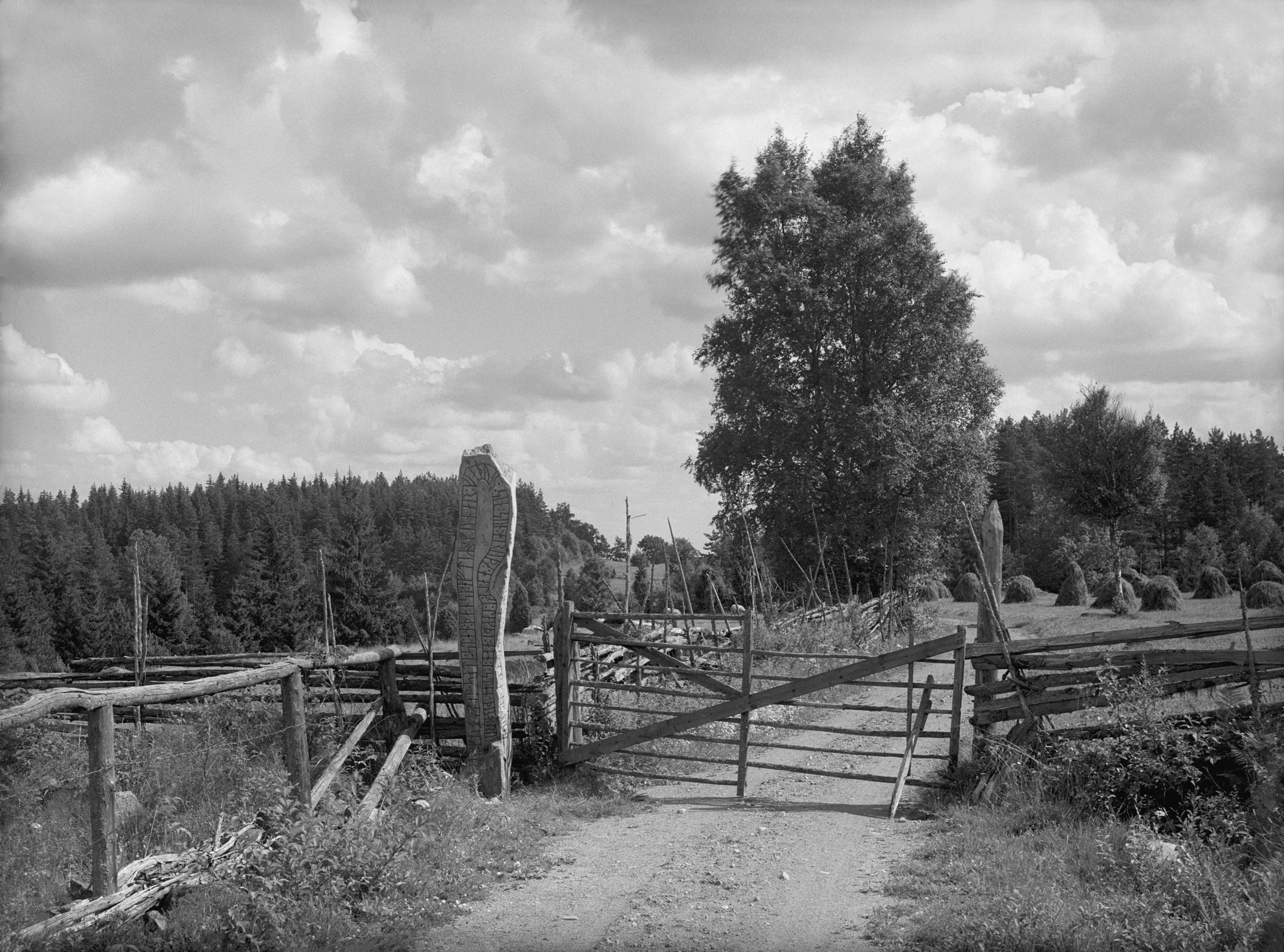
Frontalansicht, 1944
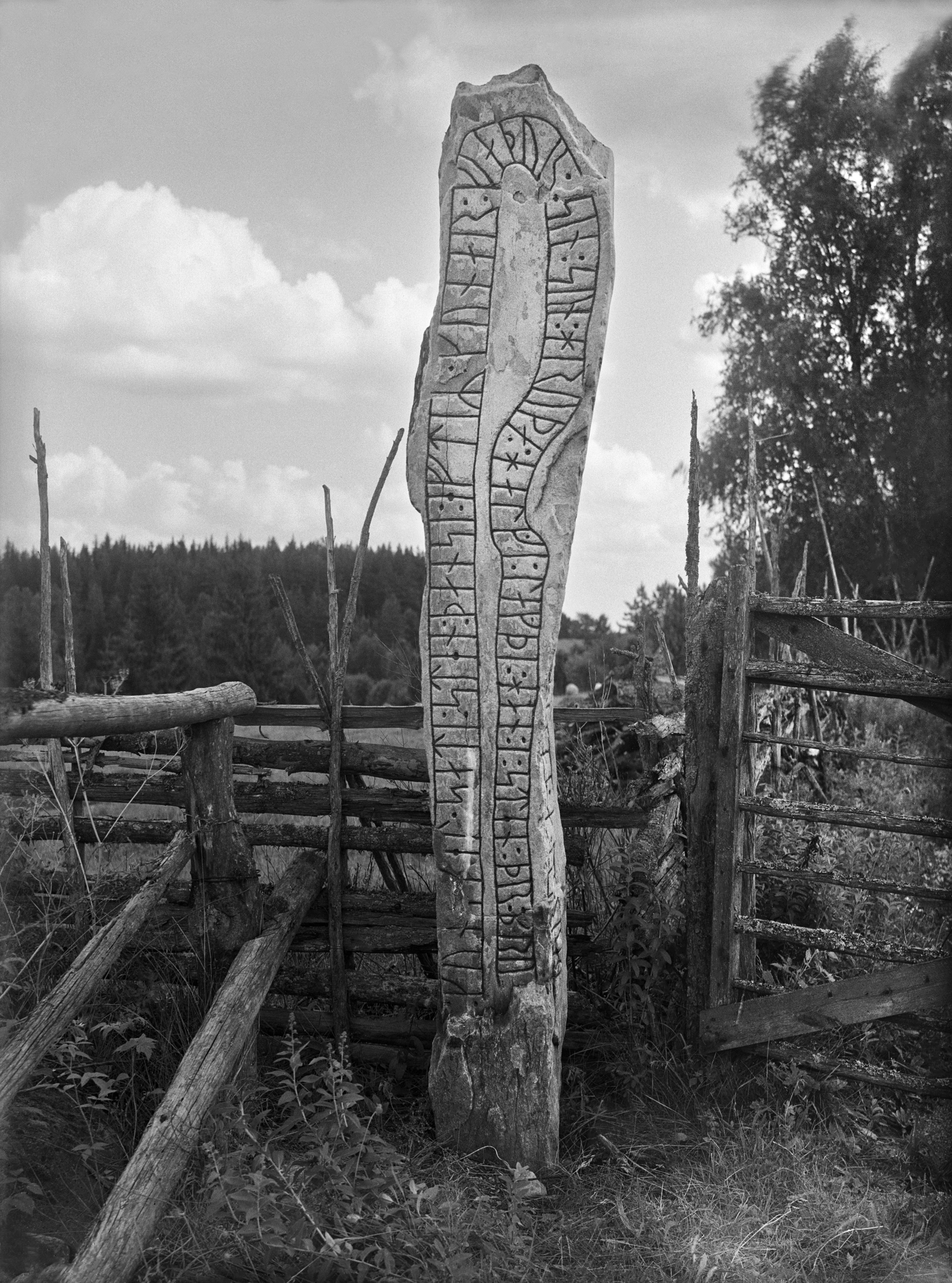
Frontalansicht, 1944
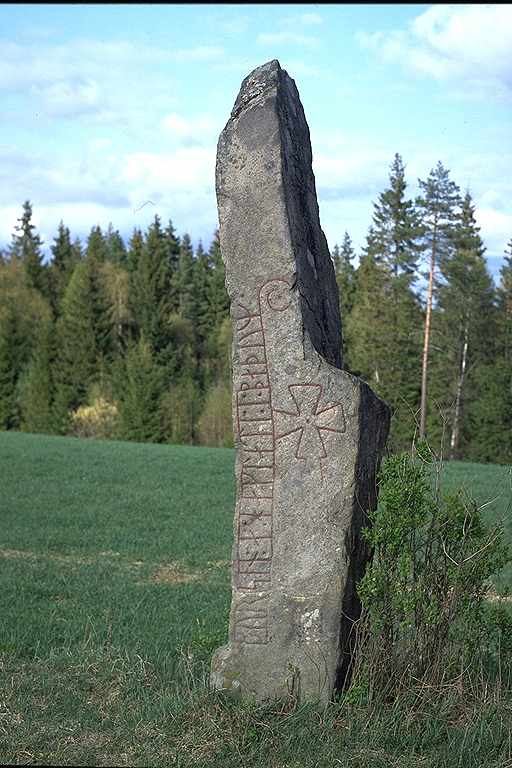
Seitenansicht
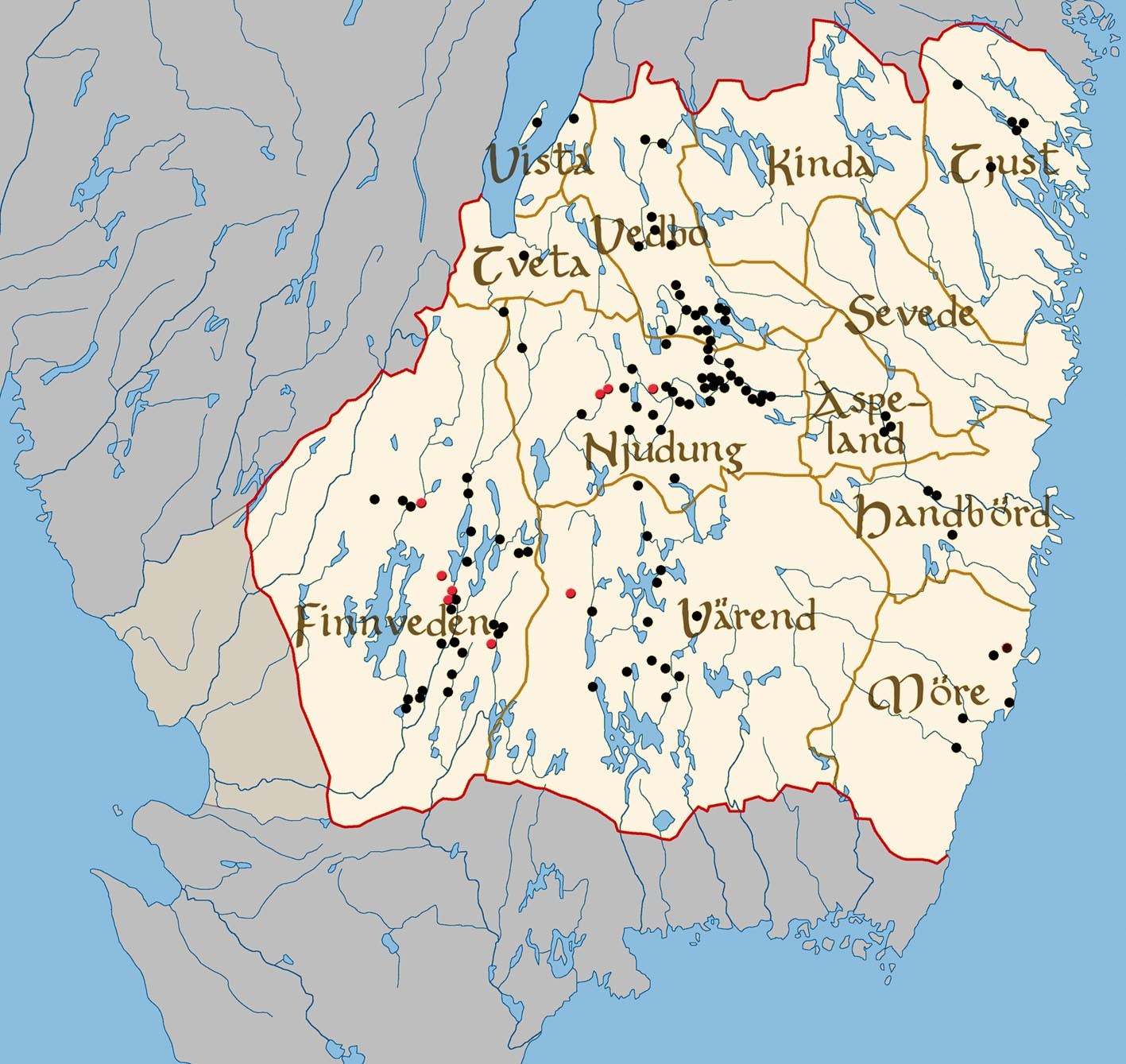
Rote Punkte verweisen auf Runensteine auf denen von längeren Reisen berichtet wird.